# Tianjin Airlines
Tianjin Airlines – chińskie linie lotnicze z siedzibą w Tiencin. Głównym węzłem jest port lotniczy Tiencin-Binhai.
Zostały założone w 2004 jako Grand China Express, od 8 czerwca 2009 realizują połączenia pod obecną nazwą z nowym logo.

## Flota
Według stanu na maj 2025 flota Tianjin Airlines składała się ze 103 samolotów o średnim wieku 10,8 lat:
| Samolot         | Samolot | Samolot   | Liczba miejsc | Liczba miejsc | Liczba miejsc | Uwagi |
| Model           | Aktywne | Zamówione | B             | E             | Łącznie       | Uwagi |
| --------------- | ------- | --------- | ------------- | ------------- | ------------- | ----- |
| Airbus A320-200 | 27      | -         | 8             | 150           | 158           |       |
| Airbus A320-200 | 27      | -         | -             | 174           | 174           |       |
| Airbus A320-200 | 27      | -         | -             | 180           | 180           |       |
| Airbus A320neo  | 16      | -         | -             | 174           | 174           |       |
| Airbus A320neo  | 16      | -         | -             | 186           | 186           |       |
| Airbus A321-200 | 2       | -         | -             | 230           | 230           |       |
| Airbus A330-200 | 4       | -         | 18            | 242           | 206           |       |
| Embraer ERJ-190 | 37      | 1         | 6             | 92            | 98            |       |
| Embraer ERJ-190 | 37      | 1         | -             | 106           | 106           |       |
| Embraer ERJ-195 | 17      | -         |               | 122           | 122           |       |
| Łącznie         | 103     | 1         |               |               |               |       |